# John Rupert Firth
John Rupert Firth (* 17. Juni 1890 in Keighley, Yorkshire; † 14. Dezember 1960 in Lindfield, West Sussex) war ein englischer Linguist und Hochschullehrer.

## Leben und Wirken
Er studierte zunächst das Fach Geschichte, das er im Jahre 1911 mit Auszeichnung (first class honours) beendete. So erlangte Firth auch die Berechtigung zu einem Abschluss im Jahre 1913, als Master of Arts (M.A.) an der University of Leeds. Für kurze Zeit unterrichtete er am City of Leeds Training College  Geschichte.
Er trat 1915 dem Indian Education Service (IES) bei und verrichtete seine Aufgaben in Britisch-Indien bis zum Jahre 1928, nur unterbrochen durch die Kriegsjahre des Ersten Weltkriegs. Von 1916 bis 1919 diente er in der British Army in Afghanistan, Afrika und auch Indien.
Er war von 1919 bis zum Jahre 1928 an der University of the Punjab Professor für die Englische Sprache. Hiernach arbeitete er in der Abteilung für phonetische Forschung, Department of Phonetics at University College London und hielt dort, unter Daniel Jones, als senior lecturer  Vorlesungen. Obwohl er bis zum Jahre 1938 zum Mitarbeiterstab des University College  in London gehörte, übernahm Firth zeitweise andere Tätigkeiten. So als Assistent für Soziologie an der London School of Economics and Political Science, dann als special lecturer für Phonetik der indischen Sprachen am Indian Institute in Oxford.
Mit Unterstützung durch das Leverhulme Fellowship reiste Firth 1937 als Stipendiat für fünfzehn Monate zurück nach Indien; sein Interesse galt den Sprachen Gujarati und Telugu.
Nach seinem Indienaufenthalt folgte im Jahre 1938 die Ernennung zum Professor der allgemeinen Linguistik, General Linguistics an der School of Oriental and African Studies (SOAS) in London. Diese Position hielt er bis zu seinem Rückzug im Jahre 1956 inne. Unter seiner Ägide kamen viele wissenschaftliche Arbeiten zustande. Auch beeinflusste sein Denken die später bekannten Linguisten wie etwa Terence Frederick Mitchell, der auf dem Gebiet des Arabischen und der Berbersprachen arbeitete, Frank Robert Palmer mit seinen Studien der äthiopischen Sprachen, Michael Halliday für das Chinesische und Richard Keith Sprigg (1922–2011), welcher sich auf die Phonologie der asiatischen Sprachen spezialisiert hatte.

## Werke (Auswahl)
- Speech. Benn’s Sixpenny Library, London 1930
- The Tongues of Men. Watts & Co, London 1937
- Papers in Linguistics 1934–1951. Oxford University Press, London 1957